# 鍋島清房
鍋島 清房（なべしま きよふさ）は、戦国時代から安土桃山時代にかけての武将。龍造寺氏の家臣。鍋島氏5代当主。

## 生涯
永正10年（1513年）、鍋島清久の子として誕生。
早くから龍造寺家兼に仕え、父・清久や兄・清泰と共に家兼の重臣として活躍した。享禄3年（1530年）の田手畷の戦いにて父や野田清孝と共に赤熊（）武者を率いて大内氏を破る事に貢献した。その功により清房は、家兼の嫡男・龍造寺家純の娘婿となる事を許される。家兼の信任も厚く、特に家兼が馬場頼周に追われて筑後国の蒲池鑑盛の下へ逃げ、その後に挙兵した際、清房は少弐氏が頼周を支援できないように一揆を煽動すると言う知略を見せている。
天文15年（1546年）に龍造寺隆信が還俗し水ヶ江龍造寺家の当主となったが、清房はこの相続に反対であったようで、相続後もなお難色を示したため龍造寺本家の家老・龍造寺家宗により諭されている。天文17年（1548年）、隆信が龍造寺本家を継ぐ際にはその後見役となった。
天文17年（1548年）8月11日に家純の娘である正室・桃源院が死去するが、弘治2年（1556年）に隆信の母・慶誾尼が押し掛ける形で後室に入っている。
後に子・直茂に家督を譲り隠居。天正12年（1584年）の沖田畷の戦いの際には村中城の留守を守り、子・直茂の生還を知り密かに喜んだとされる。天正13年8月26日に死去。享年74歳。
天文21年（1552年）、高伝寺を創建。ここは後に鍋島氏の菩提寺となる。